# CTRB2
CTRB2‏ (None) هوَ بروتين يُشَفر بواسطة جين CTRB2 في الإنسان.